# Barthold Halle
Barthold Johan Halle (Horten, 22 maggio 1925 – Horten, 12 febbraio 2025) è stato un drammaturgo e direttore teatrale norvegese.

## Biografia
Lavorò per Studioteatret dal 1947, fu istruttore di scena al Rogaland Teater dal 1949 al 1952 e si unì a Folketeatret dal 1952 al 1959. Diresse i film Afrikaneren del 1966 e Ungen del 1974. Fu regista teatrale all'Oslo Nye Teater dal 1978 al 1984.

## Vita privata
Barthold Halle era padre del drammaturgo Jesper Halle e del sassofonista jazz Morten Hall. Era nonno della regista Mariken Halle.